# 国鉄ツ400形貨車
国鉄ツ400形貨車（こくてつツ400がたかしゃ）は、かつて日本国有鉄道（国鉄）およびその前身である鉄道省等に在籍した10 t 積み通風車である。
本形式と同時期の同車種ツ700形についても本項目で合わせて解説する。

## 概要
1928年（昭和3年）の車両称号規程改正によりツワ22720形（ツワ22720 - ツワ22849）がツ400形（ツ400 - ツ528）へ形式名変更された。またツワ22100形（ツワ22100 - ツワ22229）、ツワ22850形（ツワ22850 - ツワ22969）を統合しツ700形（ツ700 - ツ949）と定められた。更にワフ2900形、ワフ3300形より一部の車両が改造の上ツ700形へ編入された。これにより鉄道省は、ツ400形、ツ700形の2形式を運用していくことになった。
その約6年後の1934年（昭和9年）度から1935年（昭和10年）度にかけてツ700形全車を改造の上ツ400形（ツ529 - ツ774）へ編入した。その理由はツ700形は12 t 積みであり10 t 積みのツ400形より積載効率は良かったが市場での取引単位が10 t であった。また通風性能がツ700形は有蓋車兼用だった事もあってツ400形に対して劣っていた。改造は日本全国の鉄道省工場にて行われ、その車番はツ529から順番に割り振られた。改造時すでに廃車になっていた5両（ツ726,ツ801,ツ834,ツ904,ツ926）は間をあけずに割り振られたがツ939は在籍中であったにもかかわらず何故かツ774へ附番されツ763は空番である。また改番後の車番に700番台の車両が発生しツ700形と紛らわしい結果になった。
改造前車番→改造後車番
（ツ700 - ツ725→ツ529 - ツ554）
（ツ727 - ツ800→ツ555 - ツ628）
（ツ802 - ツ833→ツ629 - ツ660）
（ツ835 - ツ903→ツ661 - ツ729）
（ツ905 - ツ925→ツ730 - ツ750）
（ツ927 - ツ938→ツ751 - ツ762）
（ツ939→ツ774）
（ツ940 - ツ949→ツ764 - ツ773）
改造終了後の1936年（昭和11年）にツ700形は形式消滅となった。
塗色は、黒であり、寸法関係は種車により違いがあるが一例として全長は7,844 mm、全幅は2,470 mm、全高は3,474 mm、軸距は3,962 mm、自重は6.4 t - 7.2 t、換算両数は積車1.2、空車0.6、最高運転速度は65 km/hであった。
1952年（昭和27年）に「老朽貨車の形式廃車」の対象形式に指定され、同年6月26日通達「車管第1232号」により告示された。（当時の在籍車数は119両であった）以降順次廃車手続きが行われたが実車と台帳記録がかみ合わず1959年（昭和34年）調査で全車廃車が確認された。